# ألدو سامبريل
ألدو سامبريل (بالإسبانية: Aldo Sambrell) (و. 1931 – 2010 م) هو مخرج أفلام، وممثل أفلام، ومنتج أفلام، وكاتب سيناريو إسباني، ولد في مدريد، بدأ مشواره المهني سنة 1961، توفي في أليكانتي، عن عمر يناهز 79 عاماً، بسبب سكتة.

## وصلات خارجية
- ألدو سامبريل على موقع IMDb (الإنجليزية)
- ألدو سامبريل على موقع ألو سيني (الفرنسية)
- ألدو سامبريل على موقع أول موفي (الإنجليزية)
- ألدو سامبريل على موقع قاعدة بيانات الأفلام السويدية (السويدية)
- ألدو سامبريل على موقع قاعدة بيانات الفيلم (الإنجليزية)
- ألدو سامبريل على موقع كينوبويسك (الروسية)